# Bolsa Família
Bolsa Família é um programa de transferência de renda do governo federal do Brasil, instituído no governo Lula (Partido dos Trabalhadores - PT) pela Medida Provisória 132, de 20 de outubro de 2003, e convertida em lei em 9 de janeiro de 2004, pela Lei Federal n. 10.836. A criação do Bolsa Família unificou e ampliou os vários programas de auxílio de renda do governo de Fernando Henrique Cardoso, como Bolsa-escola, CadÚnico, o Bolsa-alimentação e o Auxílio-gás, além do Fome Zero, instituído no começo do primeiro mandato de Lula. O programa visa a quebrar o ciclo geracional da pobreza a curto e a longo prazo por meio de transferências condicionadas à renda familiar, educação, com filhos devidamente matriculados, e saúde, com filhos com vacina em dia, entre outros.
A implementação do programa se insere no contexto de um modelo federalista, marcado pela autonomia dos Estados e municípios, mas com forte coordenação nacional. Nesse, a União exerce papel central na normatização, financiamento e indução do programa, coordenando sua execução em parceria com os entes subnacionais. Já os municípios têm papel fundamental na identificação e cadastramento das famílias, na atualização do Cadastro Único, no acompanhamento das condicionalidades (como frequência escolar e vacinação) e na oferta de serviços complementares por meio da rede de assistência social. Os Estados, por sua vez, desempenham funções de apoio técnico e articulação regional, atuando em ações de capacitação e na integração com outras políticas públicas. Essa combinação é considerada um dos fatores que explicam a capilaridade e a efetividade do programa. 
A primeira versão do Programa Bolsa Família foi extinta e substituída em 29 de dezembro de 2021 pelo Auxílio Brasil, após o então presidente Jair Bolsonaro sancionar a Lei n.º 14.284. Entretanto, após a reeleição de Lula para presidente do Brasil em 2022, ele declarou que iria voltar o nome do programa para Bolsa Família, pondo um fim no Auxílio Brasil. Em 2023, a segunda versão do programa é lançada com a promessa de transferências financeiras de pelo menos 600 reais.
O Bolsa Família é considerado um dos principais programas de combate à pobreza do mundo, tendo sido nomeado como "um esquema anti-pobreza originado na América Latina que está ganhando adeptos mundo afora" pelo jornal britânico The Economist. O francês Le Monde diz: "O programa Bolsa Família amplia, sobretudo, o acesso à educação, a qual representa a melhor arma, no Brasil ou em qualquer lugar do mundo, contra a pobreza."
Estudos acadêmicos de avaliação do programa mostram que o programa teve impactos significativos tanto na redução das desigualdades sociais quanto na transformação da capacidade institucional local. Diversos estudos quantitativos e qualitativos mostram que o programa contribuiu para a redução da pobreza extrema, a diminuição da desigualdade de renda e a melhoria de indicadores sociais como frequência escolar e acesso à saúde. Além dos efeitos redistributivos, destaca-se sua eficiência na focalização dos mais pobres e sua contribuição para o fortalecimento de rotinas administrativas nos municípios, especialmente aqueles com baixa capacidade institucional, promovendo maior equidade territorial na oferta de serviços públicos.
Do ponto de vista político, o programa também foi objeto de análises sobre seu papel na consolidação da base eleitoral do Partido dos Trabalhadores (PT). Pesquisas como as de Zucco (2008) e Pereira & Mueller (2010) associam a expansão do programa a ganhos eleitorais do partido no poder, principalmente nas regiões mais pobres do país. Arretche (2004) interpreta a transferência de recursos como parte de uma estratégia distributiva condicionada à formação de coalizões de governo e à lógica das barganhas intergovernamentais. Nesse sentido, o programa exemplifica como políticas sociais em contexto federativo combinam objetivos de equidade com dinâmicas de competição política.

## Origens do Bolsa Família (2003-2021)

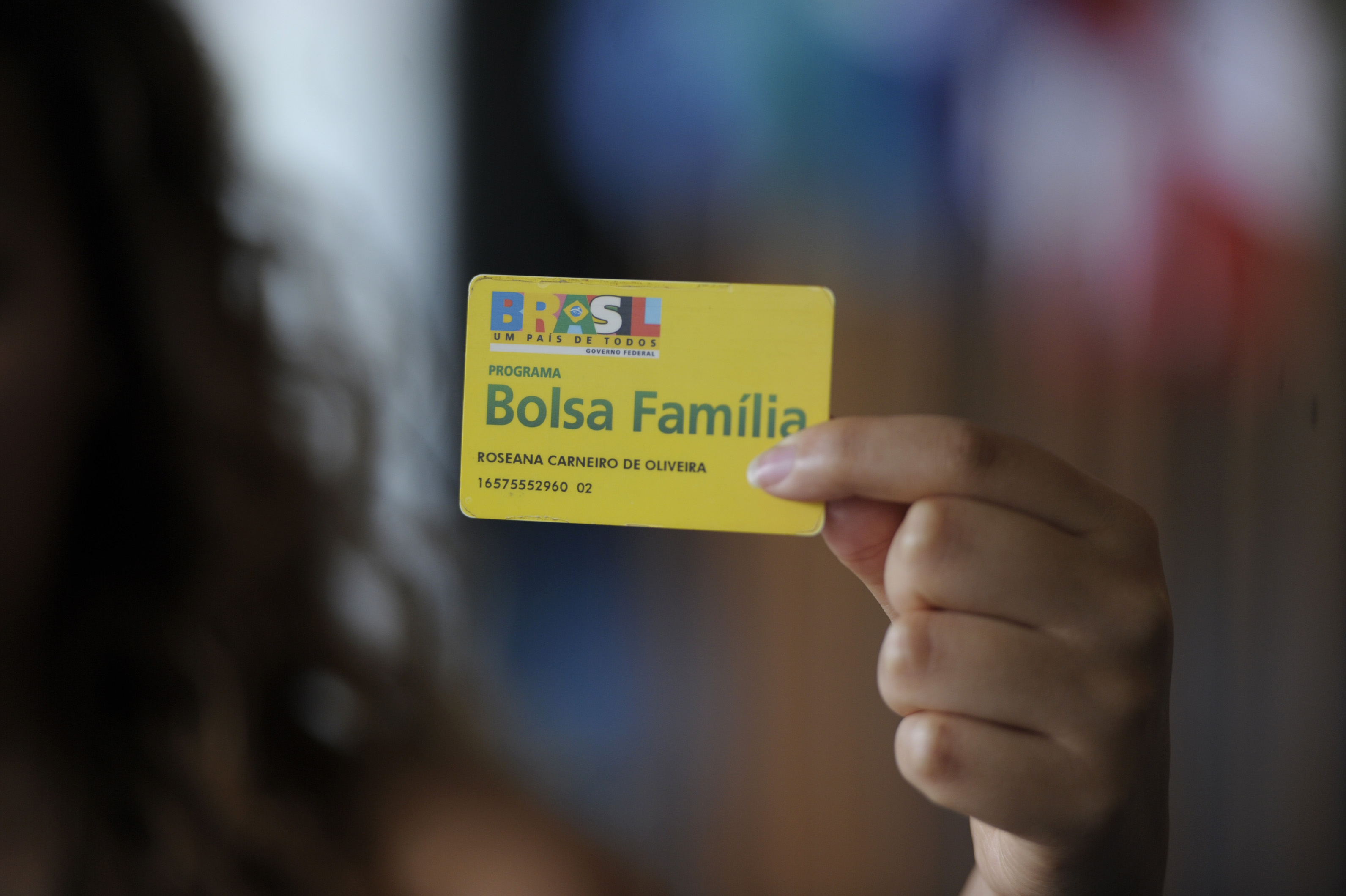
Cartão utilizado pelos beneficiários do Bolsa Família

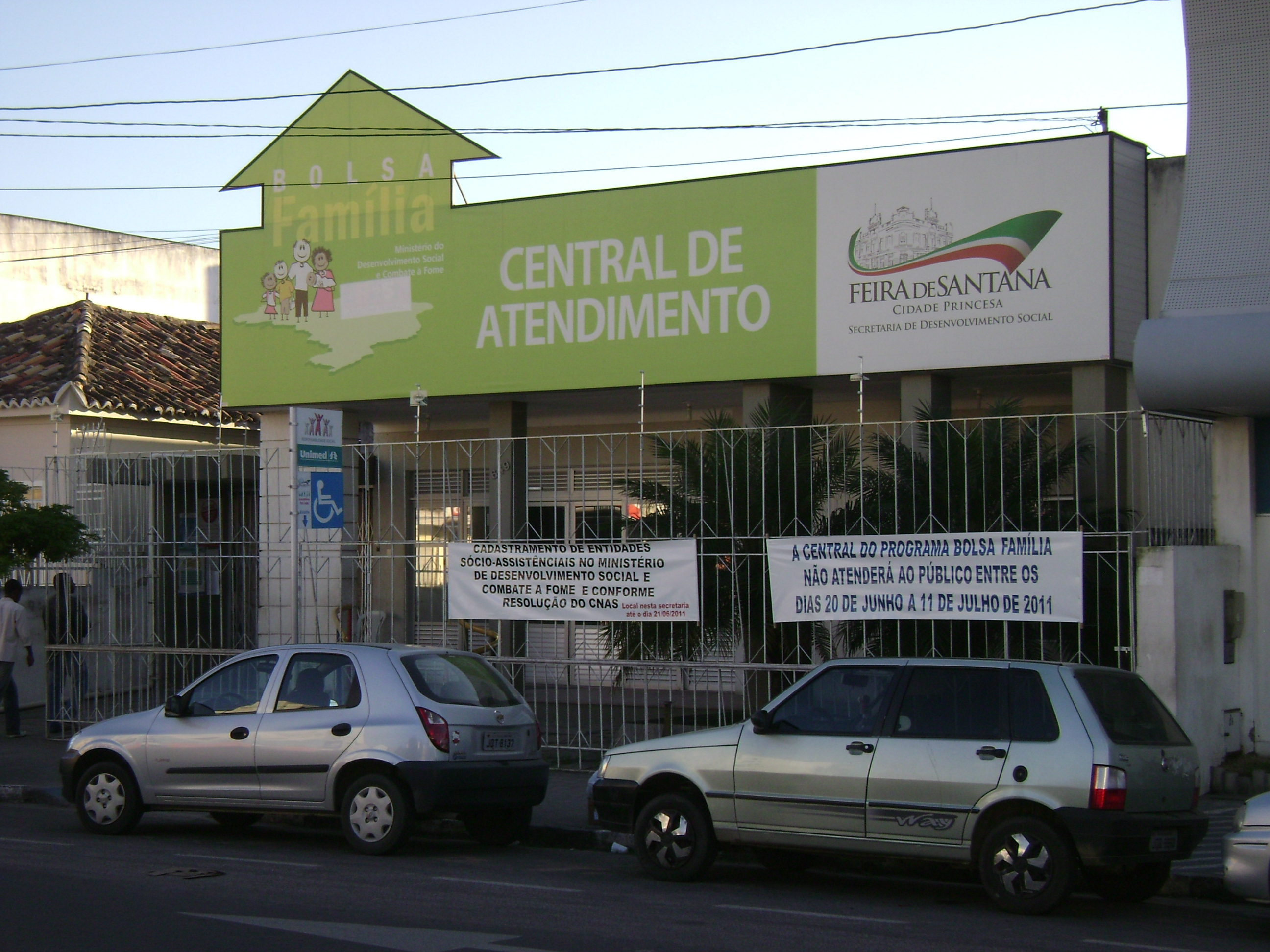
Central de atendimento aos beneficiados do Bolsa Família em Feira de Santana, Bahia

Desde o início dos anos 50, quando o brasileiro Josué de Castro tornou-se presidente do Conselho da Organização das Nações Unidas para Alimentação e Agricultura (FAO) e proferiu a frase: "No Brasil, ninguém dorme por causa da fome. Metade porque está com fome e a outra metade porque tem medo de quem tem fome", que o debate sobre segurança alimentar passa a ganhar notoriedade no Brasil. Desde os anos 40 o debate vinha sendo sobre como prover assistência a famílias pobres e miseráveis. A concessão de benefícios e ajuda era então feita pontualmente e de forma indireta, geralmente com a distribuição de cestas básicas em áreas carentes principalmente do norte e nordeste, algumas vezes seguidas de denúncias de corrupção devido a centralização das compras em Brasília, além do desvio de mercadorias pela falta de controle logístico. O idealizador do projeto de ajuda direta foi Herbert José de Sousa, o Betinho, sociólogo e importante ativista dos direitos humanos brasileiro. Durante o governo Fernando Henrique Cardoso finalmente os chamados programas de distribuição de renda foram efetivamente implantados no país, alguns em parceria com ONGs. Todos esses programas estavam agrupados na chamada Rede de Proteção Social, de abrangência nacional.
A criação do Bolsa Família teve como inspiração o Bolsa-escola, ideia originalmente proposta por Cristovam Buarque em 1986. O Bolsa Escola foi implementado em 2001 pelo governo federal. De acordo com a Organização Internacional do Trabalho (OIT), o Bolsa Família é a mais importante das políticas sociais do governo brasileiro e é hoje o maior programa de transferência condicionada de capital do mundo.
Em 2002 já havia no Brasil uma multitude de programas sociais que já beneficiavam cerca de 5 milhões de famílias,[carece de fontes?] através, entre outros, de programas como o Bolsa-escola, vinculado ao Ministério da Educação, Auxílio Gás, vinculado ao Ministério de Minas e Energia e o Cartão Alimentação, vinculado ao Ministério da Saúde, cada um desses geridos por administrações burocráticas diferentes. O Programa Bolsa Família consistiu na unificação e ampliação desses programas sociais num único programa social, com cadastro e administração centralizados no Ministério do Desenvolvimento Social e Combate à Fome. Em setembro de 2010, sete anos depois da sua implantação, pelo menos 12,7 milhões de famílias (cerca de 50 milhões de pessoas) eram beneficiadas pelo programa, cuja unificação, segundo o Banco Mundial, facilitou a eficiência administrativa e fiscalização. A então primeira-dama do Governo FHC, Ruth Cardoso, impulsionou a unificação dos programas de transferência de renda e de combate à fome no país. Desde que foi criado, em 2003, o Bolsa Família cresceu muito, de pouco mais de 3 milhões de famílias para cerca de 14 milhões, número estável desde 2012. Através da Lei 10.836, de 9 de janeiro de 2004, assinada pelo então Presidente Luiz Inácio Lula da Silva, o Programa Bolsa Família é oficialmente criado.
Nova Iorque implantou temporariamente seu bolsa-família inspirado no programa de transferência de renda Oportunidades, do México, e no Bolsa-Família brasileiro. Chamado de Opportunity NYC, o programa piloto atendeu cerca de cinco mil famílias de regiões de baixa renda de Nova York, como o Harlem e o Bronx. Da mesma maneira que o Bolsa-Família brasileiro, o programa nova-iorquino dá dinheiro para as famílias pobres que mantêm seus filhos na escola ou fazem exames de saúde.

### Resultados
Em 2006, mais de 11,1 milhões de famílias de todo o Brasil, ou seja, cerca de 45 milhões de pessoas, receberam 8,2 bilhões de reais, o que corresponde a 0,4% do PIB brasileiro.O Bolsa Família foi citado por alguns analistas como um dos responsáveis pela redução do índice de miséria no Brasil, que caiu 27,7% entre 2002 e 2006. Em 2006, o Centro de Políticas Sociais da Fundação Getúlio Vargas (FGV) divulgou um estudo mostrando que houve redução na população miserável do país entre 2003 e 2005. Outros motivos para redução da miséria no País têm sido a melhoria do mercado de trabalho, programas sociais como o Bolsa-Família e os ganhos reais dos salários mínimos.
O Bolsa Família é citado pela Organização das Nações Unidas para Agricultura e Alimentação (FAO) como um dos responsáveis pela saída do Brasil do Mapa Mundial da Fome, em 2014. Outros motivos citados para redução da fome e da miséria no País são o aumento da oferta de alimentos, o aumento da renda dos mais pobres com o crescimento real de 71,5% do salário mínimo e geração de 21 milhões de empregos, a merenda escolar a 43 milhões de crianças e jovens brasileiros e a governança, transparência e participação da sociedade, com a recriação do Conselho Nacional de Segurança Alimentar e Nutricional (Consea). É também um dos responsáveis pela redução da pobreza extrema no Brasil, que caiu 75% entre 2001 e 2014.
Em 2009, com o recadastramento das famílias beneficiadas, várias cidades brasileiras atingiram a meta prevista de recadastrar 50% ou mais das famílias. Em Manaus, 80% das famílias da cidade beneficiadas com o programa fizeram o recadastramento.

## Criação do programa substituto Auxílio Brasil (2021-2022)
Em julho de 2020, o ministro da Economia Paulo Guedes propôs um novo programa para substituir o Bolsa Família e outros programas sociais. O programa, denominado "Renda Brasil", teria a característica de ser uma única política de renda básica, unificando vários programas sociais, como o auxílio emergencial, pago durante a pandemia de COVID-19 e outras situações de calamidade. A proposta previa ainda um aumento no valor dos benefícios pagos pelo Bolsa Família. Porém, em 15 de setembro do mesmo ano, o presidente Bolsonaro anunciou a desistência da criação do programa, devido a dificuldade em conseguir meios para financiá-lo.
No final de setembro de 2020, foi anunciada uma nova proposta de programa social para substituir o Bolsa Família, após negociação com líderes partidários. O programa "Renda Cidadã" seria financiado através da limitação de gastos com precatórios a 2% da receita corrente líquida do governo e com parte dos recursos do Fundeb, e seria incorporado à PEC Emergencial. Depois de não haver acordo entre o governo e os líderes dos partidos integrantes do Centrão, a ideia de criar o programa foi abandonada três meses depois.
Em 9 de agosto de 2021 foi publicada no Diário Oficial da União a Medida Provisória nº 1.061, instituindo o Programa Auxílio Brasil, como substituto do Programa Bolsa Família. Em 20 de outubro o governo anunciou o lançamento do programa, com início de pagamento em novembro. Segundo João Roma, ministro da Cidadania, nenhuma família iria receber um valor menor que R$ 400 até dezembro de 2022. Isso no entanto dependeria do orçamento disponível, respeitando o teto de gastos, sem contudo saber de onde viriam os recursos.
Segundo o ministro, uma alternativa seria a aprovação da PEC dos Precatórios pela Câmara dos Deputados, que pode liberar quase R$ 50 bilhões no orçamento. Isso adiaria o pagamento de dívidas federais ao criar um limite para o pagamento de ações judiciais quando não couber mais recursos, podendo ser incluído um dispositivo autorizando o governo federal a gastar além do limite estabelecido pelo teto de gastos até o fim de 2022, em pelo menos R$ 30 bilhões. Desse orçamento adicional viria parte dos recursos para cobrir o aumento de gastos com o novo programa.
Em 29 de dezembro de 2021 o Programa Bolsa Família foi oficialmente extinto, com a promulgação, pelo presidente Jair Bolsonaro, da Lei n.º 14.284, que instituiu os programas Auxílio Brasil e o Alimenta Brasil.
Em outubro do ano seguinte, Lula foi eleito novamente presidente do Brasil nas eleições presidenciais de 2022. Depois das eleições, Lula declarou que, em seu governo, a se iniciar em 1.º de janeiro de 2023, o programa voltaria a se chamar Bolsa Família. Essa alteração, no entanto, precisaria ser formalizada com um projeto de lei aprovado pelo Congresso. Até que haja essa aprovação, o nome continuaria a ser Auxílio Brasil.

## Segunda versão do Bolsa Família (2023-presente)
O novo programa volta com um piso mínimo de 600 reais a cada família beneficiada, com benefícios adicionais, como 50 reais por criança e adolescente, e um benefício de 150 reais para cada criança entre 0 a 6 anos registrada no CadÚnico.
De acordo com o pesquisador do Ipea, Rafael Guerreiro Osório, o programa traz benefícios se comparado com o Auxílio Brasil, mas do "ponto de vista técnico", pode melhorar, mencionando a paridade do auxílio financeiro entre famílias pequenas com famílias maiores.
O programa é composto pelo Benefício de Renda Cidadã, valendo 142 reais por membro da família; Benefício Complementar, que complementa o auxílio à família até o piso de 600 reais; Benefício Primeira Infância: 150 reais adicionais a cada criança de até 6 anos; Benefício Variável Familiar: 50 reais adicionais a gestantes e crianças entre 7 a 18 anos; Benefício Extraordinário de Transição: valor para compensar famílias que recebiam valores maiores no Auxílio Brasil, diminuindo o impacto financeiro.

## Objetivos
Programas de transferências condicionadas contra a pobreza são políticas sociais correntemente empregadas em várias partes do mundo para combater e reduzir a pobreza. No curto prazo, objetivam aliviar os problemas decorrentes da situação de pobreza e, no longo prazo, investir no capital humano, interrompendo o ciclo intergeracional (i.é: de uma geração para outra) da pobreza. A ideia dos programas de transferências condicionadas começou a ganhar força em 1997, quando só havia três países no mundo com essa experiência: Bangladesh, México e Brasil. Em 2007 quase todos os países da América Latina passaram a ter um programa similar, e há interesse de países africanos como África do Sul, Quênia e Etiópia. Existem programas similares na Turquia, no Camboja, no Paquistão, e no sul da Ásia. A municipalidade de Nova York inaugurou, em 2007, um programa de transferência de renda com condicionalidades, o Opportunity NYC, que se inspira no programa brasileiro e no programa mexicano. "O Opportunity NYC (…) é um inovador programa de transferência de renda com condicionalidades que visa a auxiliar os nova-iorquinos a romper o ciclo da pobreza e é baseado em programas bem sucedidos de transferência de renda ao redor do mundo", disse o prefeito Michael R. Bloomberg, na ocasião. Egito, Indonésia, África do Sul, Gana e outros países africanos mandaram representantes ao Brasil para conhecer o programa.
Segundo o Banco Mundial, que apoia o programa, o Bolsa Família é uma forma de investimento em capital humano:
"Transferências condicionais de renda fornecem dinheiro diretamente aos pobres, via um "contrato social" com os beneficiários - por exemplo, manter as crianças na escola, ou levá-las com regularidade a centros de saúde. Para os extremamente pobres esse dinheiro provê uma ajuda de emergência, enquanto as condicionalidades promovem o investimento de longo prazo no capital humano".
O Bolsa Família (PBF) tem sido recomendado pela Organização das Nações Unidas para adoção em outros países em desenvolvimento. Repassa à famílias pobres (com renda mensal por pessoa de R$ 89,01 a R$ 178,00) e extremamente pobres (com renda mensal por pessoa de até R$ 89,00) benefícios que variam de 41 a 390 reais (o valor pago depende do número de crianças e adolescentes atendidos e do grau de pobreza de cada família) recebe também apoio do Banco Mundial, órgão subordinado ao FMI e do Banco Interamericano de Desenvolvimento (Inter-American Development Bank). O Programa Bolsa Família brasileiro tornou-se "(…)uma das raras ocasiões em que um país desenvolvido está adotando e aprendendo com experiências do chamado mundo em desenvolvimento."
O sistema mexicano, bem como programas de transferência condicional de renda no Brasil, e em outros países latino-americanos, exigem contrapartidas dos beneficiários em troca de pequenos pagamentos em dinheiro. O dinheiro vai diretamente para as famílias, preferencialmente para as mães, ou outras mulheres encarregadas pelo domicílio. Os pais podem receber de US$ 40 a US$ 100 se preencherem certos requisitos, como levar os filhos ao médico ou mantê-los na escola. Esta ideia obteve apoio em todo o espectro político. Um governo de centro iniciou o programa no México, mas ele decolou sob um administração conservadora. No Brasil, o Bolsa Família foi fundado por um fiscalista moderado, mas se expandiu substancialmente sob um governo à esquerda do centro.

## Estrutura
Para se cadastrar no Programa Bolsa Família, as famílias que se enquadrem nos limites de renda mensal per capita devem procurar a prefeitura de seu município e informar seus dados no Cadastro Único dos Programas Sociais (CadÚnico), de forma a ficarem aptas para inclusão no Programa Bolsa Família. O benefício é liberado de forma impessoal, por um processo de seleção da CEF para minimizar as possíveis influências do 'governante do turno' no programa, tentando impedir, assim, a provável interferência de políticos. O PBF busca priorizar as famílias de menor renda.
A mulher possui prioridade no cadastramento para o PBF. O benefício é pago com o uso do Cartão do Cidadão, do Cartão do Bolsa Família, que são enviados pelo correio ou através de uma conta aberta na CEF. Estes cartões funcionam da mesma maneira que um cartão de débito bancário normal e são emitidos pela Caixa Econômica Federal. Esse sistema tem como objetivos evitar a corrupção das normas de distribuição dos recursos e desvinculá-los das figuras e partidos do cenário político.

### Utilização do dinheiro
Pesquisas realizadas pelo governo federal entre os beneficiários indicaram que o dinheiro recebido é gasto, pela ordem, em comida, material escolar, roupas e sapatos. Um estudo realizado pela Universidade Federal de Pernambuco dentre os beneficiários residentes na área rural inferiu, através de técnicas estatística complexas, que 87% do dinheiro recebido é utilizado para comprar comida. Pesquisas promovidas pelo Banco Mundial indicaram que houve uma significatica redução na exploração do trabalho infantil dentre as crianças beneficiadas pelo Programa Bolsa Família.

### Controle e monitoramento
O Cadastro Único para Programas Sociais (CadÚnico) é utilizado para monitorar o cadastro de usuários no programa. Em sua segunda edição, o Bolsa Família parou de beneficiar 700 mil cadastrados, muito deles composto por apenas uma única pessoa, dentro do núcleo familiar.

## Fragilidades e críticas
O educador e político Cristovam Buarque, um dos pioneiros na implantação do Bolsa Escola – programa que deu origem ao Bolsa Família – foi enfático nas críticas às mudanças no programa de distribuição de renda do governo federal, em uma entrevista concedida em 2009. Segundo ele, ao retirar a palavra "escola" do programa, o governo tirou a ênfase dada à Educação, princípio básico para o desenvolvimento econômico e social de pessoas carentes. A transferência da gerência do programa da pasta da Educação para a do Desenvolvimento Social, segundo Cristovam, é uma mostra da visão puramente assistencialista.

Colaborou para isso o fato de o Lula ter tirado o nome ‘escola’ do Bolsa Escola. Quando criei esse nome, havia um objetivo: colocar na cabeça da população pobre que a escola era algo tão importante que ela ganharia dinheiro para o filho estudar. O Lula chegou e disse: ‘A pobreza é uma coisa tão preocupante que você vai ganhar um benefício por ser pobre’. Deixou de ser uma contrapartida para a ida do filho à escola. Essa contrapartida não é cobrada com a devida ênfase. A coisa amoleceu quando Lula tirou o programa do ministério da Educação, onde o Fernando Henrique tinha colocado, e levou para o ministério do Desenvolvimento Social.
Opositores ao Programa Bolsa Família também veem nele apenas uma espécie de "bolsa eleitoral", que serviria para subornar as camadas mais vulneráveis da população com transferências de dinheiro para obter eleitores cativos, sem que se constitua numa real proposta de erradicação da pobreza pelo trabalho e pela atividade econômica produtiva. Alguns críticos só se referem ao Programa Bolsa Família pelo seu apelido pejorativo de "Bolsa Miséria" ou "Bolsa Esmola".O programa Bolsa Família está longe de ser unanimemente aceito pela sociedade brasileira. Entre as diversas críticas que recebe no Brasil está a de que geraria dependência, e desestimularia a busca por emprego[carece de fontes?]. Não é o que pensa o Banco Mundial.
À luz de uma série de investigações no terreno, essa crítica revela ser amplamente infundada. A quantia média recebida por uma família pobre é três ou quatro vezes mais reduzida do que o salário mínimo (RS$ 180). Portanto, de qualquer maneira, mais vale descolar um emprego, mesmo que este seja pouco qualificado. Longe de serem indolentes, as famílias interessadas trabalham, de fato, muito mais do que as outras.— Le Monde
Um dos problemas mais citados tanto por críticos como por apoiadores do PBF é que há, por parte dos políticos governantes, uma imensa capacidade de transmutar os benefícios da política social providas pelo Estado - e pagas por toda a população brasileira economicamente ativa - em uma ajuda dada pelo governante de turno, o que retira a política social do âmbito das relações sociais na esfera pública, e abre suas portas para o uso clientelístico e partidário[carece de fontes?].
Nesse sentido, o Tribunal Superior Eleitoral (TSE) aprovou, em 20 de novembro de 2008, a cassação dos mandatos do governador da Paraíba, Cássio Cunha Lima, e de seu vice José Lacerda Neto, acusados de utilizar programas sociais para a distribuição irregular de dinheiro, via cheques, em um processo denominado Caso Fac (Fundação de Ação Comunitária). "Uma das testemunhas disse que recebeu um cheque e uma mensagem: "Esse é um presente do governador, lembre-se dele. Com os cumprimentos, Cássio Cunha Lima, governador". Sem reajuste nos valores pagos pelo programa, os beneficiários tinham o poder de compra cada vez menor.

### Condicionalidades
Alguns estudos apontaram que o cumprimento às condicionalidades não estaria sendo satisfatoriamente fiscalizado pelo governo. Segundo dados do Ministério da Saúde, em 2006 não foi monitorada, por falta de dados, a condicionalidade exigida em relação a 68% das famílias beneficiadas. Tais falhas fizeram com que, por exemplo, os índices de vacinação e de nutrição entre famílias beneficiadas e não beneficiadas fossem equivalentes. Essas falhas apontadas já vêm sendo corrigidas: nos meses de junho e julho de 2007, o Ministério da Educação recebeu 78,9% da informação relativa a participação escolar das crianças e adolescentes cadastrados no programa, o que representou uma melhora de 10 pontos percentuais em relação a maio e abril do mesmo ano. Com isso, dos mais 15 milhões de alunos atendidos, 11 milhões tiveram a participação escolar computada.
O governo brasileiro assinou em junho de 2005 um convênio de apoio analítico e de orientação técnica com o Banco Mundial - que apoia o programa Bolsa Família e forneceu 572 milhões de dólares para sua implantação - e já conseguiu estabelecer mecanismos de controle mais eficientes para acompanhar as condicionalidades exigidas dos beneficiários. Assim, em dezembro de 2006, foi inaugurado um novo sistema informatizado para fiscalizar a condicionalidade da frequência escolar, que foi oficialmente apresentado a gestores públicos das secretarias estaduais e municipais de Educação no Encontro Nacional do Fluxo e Frequência Escolar, em 26 de março de 2007. O acompanhamento da frequência escolar feito em maio e abril de 2007 já alcançara 68,9% dos alunos beneficiários, sendo que em setembro de 2007, por falharem reiteradamente na exigência de os filhos em idade escolar não faltarem a mais do que 15% das aulas, 4076 famílias terão cartões do Bolsa Família cancelados e outras 81,2 mil terão o benefício bloqueado ou suspenso. Esse foi o primeiro corte e suspensão em massa de benefícios, por não cumprimento das condicionalidades do programa. Em dezembro, o MDS advertiu 201.717 beneficiários que descumpriram a condicionalidade de educação pela primeira vez. Essa primeira advertência não altera o pagamento dos benefícios

### Irregularidades
O Bolsa Família tem uma série de rotinas de fiscalização e controle para garantir que ele chegue a quem mais precisa. Essas rotinas incluem:
- A atualização cadastral, que deve ser feita pela família a cada mudança de renda ou composição familiar ou, mesmo sem mudanças, a cada dois anos. As famílias que estão com os cadastros desatualizados são avisadas por carta e extrato bancário de que devem comparecer ao posto do Bolsa Família ou ao Cras para atualizar os dados. Por meio dessa atualização, as prefeituras verificam se as famílias ainda possuem perfil para continuar recebendo o Bolsa ou se beneficiando de outros programas que usam o Cadastro Único para seleção.
- O cruzamento de dados do Bolsa Família com outros bancos de dados oficiais, como de benefícios do INSS e de emprego formal. Se forem verificadas inconsistências, é feito um processo de averiguação, da mesma forma que a malha fina do Imposto de Renda.
- Os dados de todos os beneficiários estão disponíveis no Portal da Transparência.[84]
- Qualquer pessoa pode denunciar possíveis irregularidades à Ouvidoria do Ministério da Cidadania, por meio de uma ligação gratuita para o telefone 121.

Em Minas Gerais, mais de 200 cartões foram encontrados às margens de um córrego. Em maio de 2009, o TCU, Tribunal de Contas da União, levantou que foi realizado pagamento de 110.697 benefícios a: mortos (3.791), políticos (577), donos de carros, caminhões, tratores ou motos importadas (106.329). Ainda de acordo com o TCU, 1,1 milhão de benefíciarios teriam renda acima do permitido para receber o auxílio.
Outra etapa de fiscalização realizada pelo CGU no final de 2012, cujos relatórios foram divulgados no início de 2013, apontaram mais indícios de irregularidades. Estes relatórios concluíram que estavam inclusos no programa servidores públicos, empresários, familiares de autoridades e até falecidos.
Na cidade de Antônio João, no Mato Grosso do Sul, foi descoberto pelas rotinas de fiscalização do programa que um dos coordenadores do Bolsa Família na região, Eurico Siqueira da Rosa, cadastrou o seu gato chamado de Billy, e mais dois filhos que o casal não tinha, o caso do gato Billy, que foi cadastrado como Billy da Silva Rosa foi descoberto após o agente de saúde ir até a casa de Eurico para convocar Billy para a pesagem, conforme a obrigação de pesar as crianças que estão inscritas no programa. A esposa de Eurico que não sabia que o gato estava cadastrado no Bolsa Família afirmou que Billy era o gato, sendo assim descoberto que pelo gato a família recebeu por sete meses o auxílio do governo.

### Desempenho na educação
Em setembro de 2007, uma pesquisa encomendada pelo Ministério do Desenvolvimento Social revelou que o incentivo do Bolsa Família não significou melhora no aproveitamento escolar de dez milhões de alunos de família beneficiadas. As faltas às aulas foram reduzidas em 37%, mas sem impacto no desempenho geral dos alunos. Esse é um resultado ao mesmo tempo intrigante e preocupante, que exige uma análise mais aprofundada por especialistas em educação pois, ao menos intuitivamente, uma maior frequência às aulas deveria provocar, automaticamente, um melhor desempenho escolar. Alguns analistas suspeitam que pelo lado da demanda, o Programa Bolsa Família pode estar dando certo, mas o que pode não estar dando certo é a escassez de oferta e a falta da qualidade de serviços de educação e que esse resultado negativo não esteja relacionado com a operação do Programa Bolsa Família propriamento dito, mas sim possa estar relacionado à má qualidade do ensino público em geral no Brasil. Pesquisas recentes têm dado conta de que (…)quase a metade dos estudantes do Estado de São Paulo (o estado mais rico da federação) termina o ensino médio (antigo segundo grau) com conhecimentos em escrita e leitura esperados para um aluno de oitava série. Dados inéditos extraídos do último Saeb - exame federal de avaliação de aprendizagem - realizado em 2005, revelam que 43,1% dos alunos do terceiro ano tiveram notas inferiores a 250, patamar fixado como o mínimo para a oitava série pela secretária de Estado da Educação de São Paulo, Maria Helena Guimarães de Castro." Para Maria Helena, "o problema está na alfabetização deficiente, ocasionada pela má formação dos professores e por materiais didáticos de má qualidade."

### Investimento social
Uma das críticas mais recorrentes feitas no Brasil ao Bolsa-Família é uma possível geração de um estado de dependência entre a população beneficiada. Alegam os que defendem essa tese que o programa não traria soluções a médio e longo prazo para eliminar a situação de pobreza[carece de fontes?]. Para esses críticos, o Bolsa Família não resolveria o problema da pobreza e não seria, segundo eles, suficiente para transformar a vida dos pobres, como declarou o economista Marcelo Neri, diretor do Centro de Políticas Sociais do Instituto Brasileiro de Economia (Ibre) da Fundação Getúlio Vargas (FGV) do Rio de Janeiro. Estas suposições, insistentemente feitas por alguns segmentos importantes da sociedade brasileira, não são confirmadas pelos estudos do Banco Mundial: "disincentive effects (e.g. on labor supply) appear to be small." Os efeitos de desincentivos (por exemplo na oferta de mão de obra) parecem ser pequenos As conclusões a que se chegou na Terceira Conferência Internacional de Transferências Condicionadas, patrocinada pelo Banco Mundial indicaram exatamente o oposto: "Existem provas de que em certos ambientes, a 'condicionalidade' transforma a 'assistência social' em 'investimento social' ". Estudos no Brasil também vêm confirmando essa tese de que o programa Bolsa-Família é um investimento social: Desde a criação do programa, em 2004, 60.165 famílias pediram voluntariamente seu desligamento.
| “ | Sueli Miranda de Carvalho Silva, venho, por meio destas linhas, agradecer os idealizadores do Bolsa-Família, os anos que fui beneficiada. Ajudou-me na mesa, o pão de cada dia. Agora, empregada estou e quero que outro sinta o mesmo prazer que eu, de todo mês ser beneficiada. Obrigado. | ” |

O ministro do Desenvolvimento Social e Combate à Fome declarou que: "Isso mostra que as pessoas pobres não estão se acomodando. Em todos esses casos, as famílias tomaram a iniciativa". Em maio de 2010, a ministra do Desenvolvimento Social e Combate à Fome, Márcia Lopes, rebateu críticas ao programa Bolsa Família e negou que o benefício gere acomodação ou desestimule a busca por emprego.